# ラーツケヴェ
ラーツケヴェ（Ráckeve）は、ハンガリー共和国のペシュト県の町。ブダペシュトの南、ドナウ川の中洲チェペル島（Csepel sziget)に位置する。人口7,071人（2001年国勢調査）。

## 歴史
現在ラーツケヴェが位置する土地には、中世にはアーブラハームエジハーザ（Ábrahámegyháza）という名の村落が存在していたが、1440年に、ハンガリー国王ウラースロー1世（I. Ulászló）が、ハンガリー王国南部の都市ケヴィ（現在セルビア領）からオスマン帝国の北進を逃れてきたスラヴ系住民を居住させた。
これらの住民は、それ以前のハンガリー国王ジグモンドやアルベルトから獲得した通行税免除特権等の権利の維持を認められたうえ、キシュ・ケヴィ（小ケヴィ:Kis-Kevi）の名で、市場町として認められた。この権利は、マーチャーシュ（Mátyás)、ラヨシュ2世（II. Lajos）、サポヤイ・ヤーノシュ（Szapolyai János）ら歴代の国王にも承認された。サポヤイ・ヤーノシュの頃（1526年 - 1540年）には既に、ラーツ・ケヴィ（Rác-Kevi）という名称が使用されている（「南スラヴ系正教徒のケヴィ」という意）。
17世紀末から18世紀初頭にかけてハンガリー財務局の直轄領となった時期を除いて、一貫して市場町としての都市権を維持した（特に一審裁判権）。この地は、バルカンとブダ、ペシュト、そしてウィーンを結ぶドナウ川水運の拠点として栄え、南スラヴ系正教徒の裕福な商人層が市政を担った。
1872年に都市権を廃止され、町（nagyközség）となった。

## 文化財

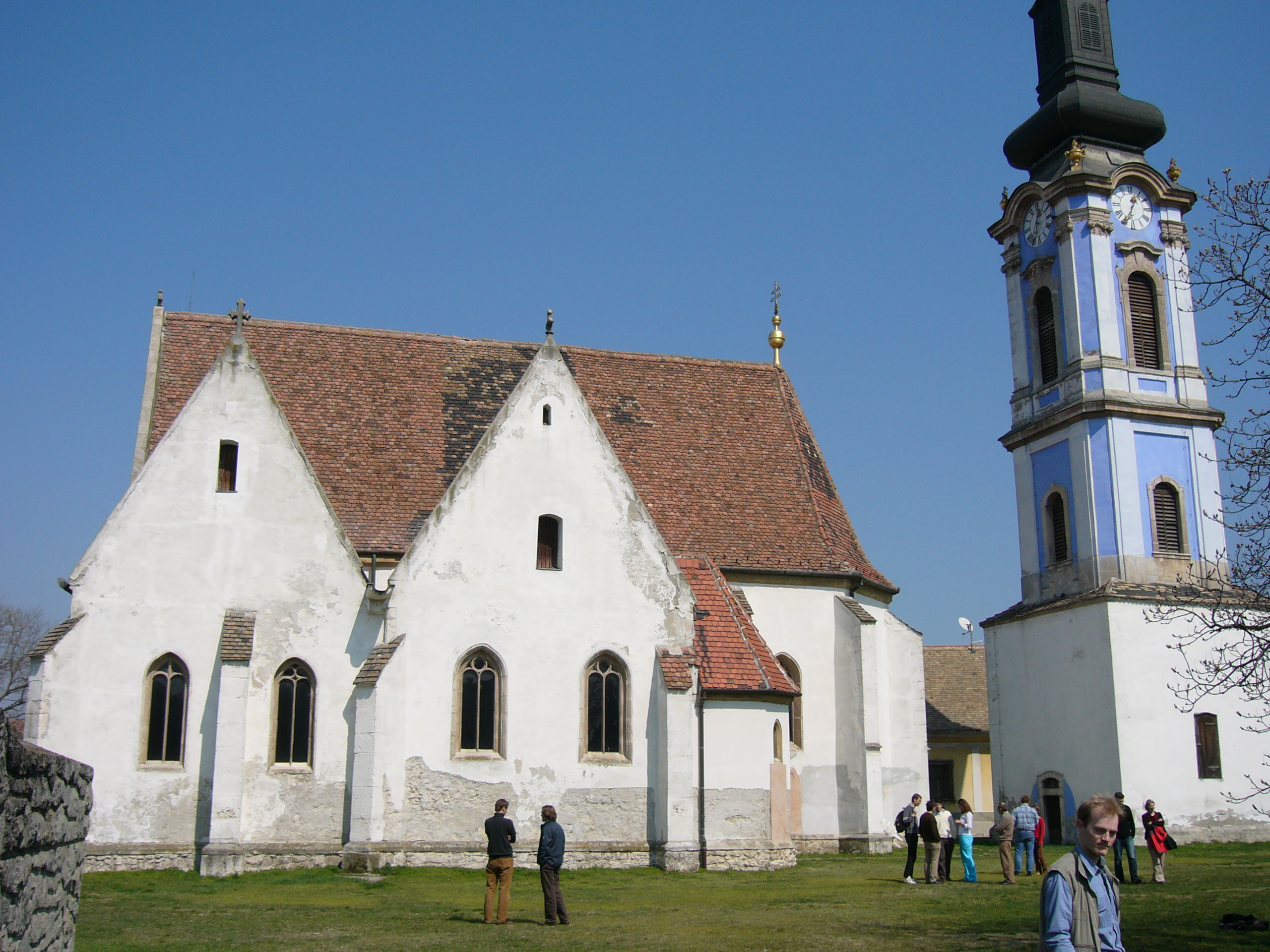
正教教会

ラーツケヴェは、現在もハンガリー国内のセルビア系住民の精神的中心地であり続けている。
町には、1487年に建造された正教教会としては世界唯一のゴシック様式教会が現存している。教会本体と分離してそびえる鐘楼は、聖職者の住居を土台にして18世紀に建てられた。教会内部は、18世紀中期に描かれたイコンで覆われている。教会の建造や修復は、町の裕福な南スラヴ系住民が担った。

## サヴォヤイ城
サヴォヤイ城（Savoyai-kastélyt）はオイゲン公の別邸であった城館で、現在は国際会議場として用いられている。

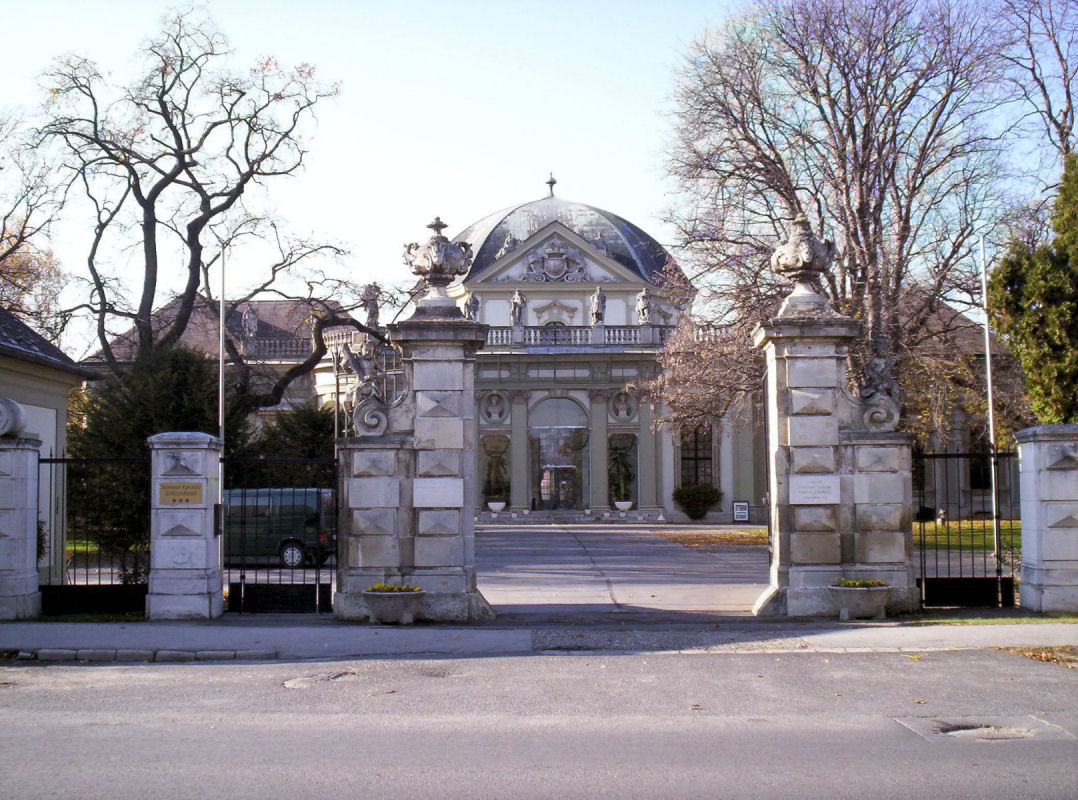
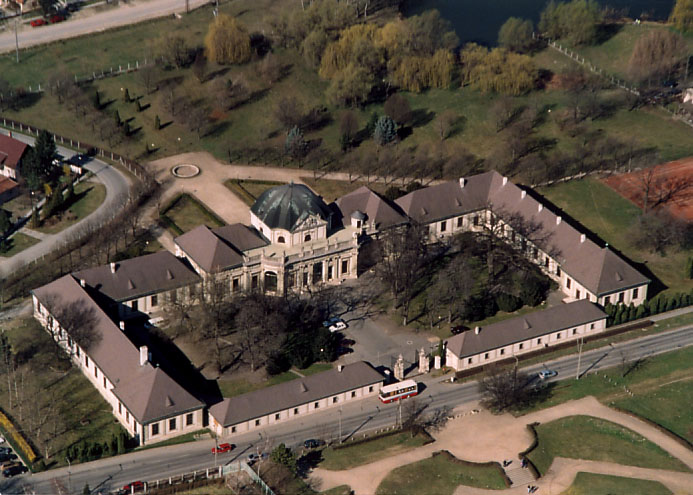

## 交通
ブダペシュトのラージマーニョシュ橋から、ブダペシュト近郊鉄道（HÉV）で45分ほど。